# Зелёный Бор (Ошмянский район)
Зелёный Бор (бел. Зялёны Бор; до 1969 года — Болванишки (бел. Балвані́шкі)) — деревня в Ошмянском районе Гродненской области Беларуси. Входит в состав Борунского сельсовета.

## География
Ближайшие населённые пункты Зубовщина, Шаповалы и др.
Рядом дороги Н-7140 и Н-20490.

## Этимология
Название одноимённого происхождения, фиксировалось воложинской фамилией Bałwan, которая, возможно, от двухосновного балтско-литовского имени Bal-vanas.

## История
В 1905 году в Ошмянском уезде Гольшанской волости Виленской губернии.
До 17 января 1969 года деревня входила в состав Куцевичского сельсовета.

## Население

### Численность
- 2009 год — 17 человек

### Динамика
- 2009 год — 17 человек (перепись населения)

## Известные лица
- Зыгмунт Минейко (1840—1925) — участник восстания 1863—1864 годов в Ошмянском повете.